# Laura Foralosso
Laura Foralosso (Rovigo, 21 ottobre 1965) è un'ex nuotatrice italiana.

## Biografia
Nata a Rovigo nel 1965, ha iniziato a praticare il nuoto a inizio anni settanta, presso dei corsi di nuoto tenuti dal rugbista rumeno Alexandru Penciu, allora giocatore del Rovigo. La carriera agonistica è iniziata invece a 11 anni, nel 1976.
Nel 1979 ha vinto il bronzo nei 100 m dorso ai Giochi del Mediterraneo di Spalato, chiudendo in 1'06"82 dietro alla francese Michèle Ricaud e alla connazionale Manuela Carosi.
A 14 anni ha conquistato un bronzo agli Europei giovanili di Skövde 1980, terminando sul podio con il tempo di 1'05"17, dietro alla tedesca orientale Rica Reinisch e ancora una volta a Manuela Carosi, ma soprattutto ha partecipato ai Giochi olimpici di Mosca 1980, nei 100 m dorso, dove è stata eliminata in batteria con il 4º tempo, 1'04"86 (passavano in finale le prime 2), e nella staffetta 4 × 100 m misti, dove è arrivata 5ª in finale in 4'19"05, insieme a Cinzia Savi Scarponi, Sabrina Seminatore e Monica Vallarin. Nell'occasione è stata la più giovane della spedizione italiana alle Olimpiadi sovietiche.
Dopo gli studi ha iniziato la carriera lavorativa, specializzandosi nel settore marketing e comunicazione.

## Palmarès

### Giochi del Mediterraneo
- 1 medaglia:
  - 1 bronzo (100 m dorso a Spalato 1979)

### Campionati europei giovanili
- 1 medaglia:
  - 1 bronzo (100 m dorso a Skövde 1980)